# Калистратов, Николай Яковлевич
Никола́й Я́ковлевич Калистра́тов (3 января 1950, деревня Адорье, Псковская область — 26 января 2023) — генеральный директор ЦС «Звёздочка» (1992—2007, 2015—2017), кандидат технических наук, почётный гражданин города Северодвинск (2003), почётный гражданин Новоржевского района Псковской области (2016), лауреат Государственной премии РФ и премии Правительства РФ.

## Биография
Окончил Ленинградский кораблестроительный институт (1973) и Академию народного хозяйства при Совете Министров СССР (1990).
Специальность по образованию — судовые силовые установки, экономика и организация управления и планирования народного хозяйства.
С 1973 по 1986 год прошёл путь от помощника мастера до главного инженера ФГУП "Машиностроительное предприятие «Звёздочка».
В 1992 году Николай Калистратов был избран трудовым коллективом и на основании этого назначен генеральным директором ФГУП "Машиностроительное предприятие «Звёздочка», сменив на этой должности Александра Зрячева
На этом посту проработал до августа 2007 года (с перерывом в 1996—1997 годах, когда работал начальником департамента судостроительной промышленности Министерства оборонной промышленности РФ).
С 7 августа 2007 года генеральный директор ФГУП "ПО «Севмаш» (с 1 июня 2008 — ОАО "ПО «Севмаш»), сменил на этом посту Владимира Павловича Пастухова.
После ухода с должности директора ОАО «ПО Севмаш» в 2011 году проректор Северного (Арктического) федерального университета им. М. В. Ломоносова — руководитель филиала САФУ в г. Северодвинске.
8 мая 2015 года внеочередное собрание акционеров ОАО «Центр судоремонта «Звёздочка» избрало новым генеральным директором Центра судостроения «Звёздочка».
14 декабря 2017 года Николай Калистратов вышел на пенсию. Новым директором стал Сергей Маричев. В конце жизни Николай Калистратов занимал должность советника в Центре судоремонта «Звёздочка».
Скончался 26 января 2023 года.

## Награды

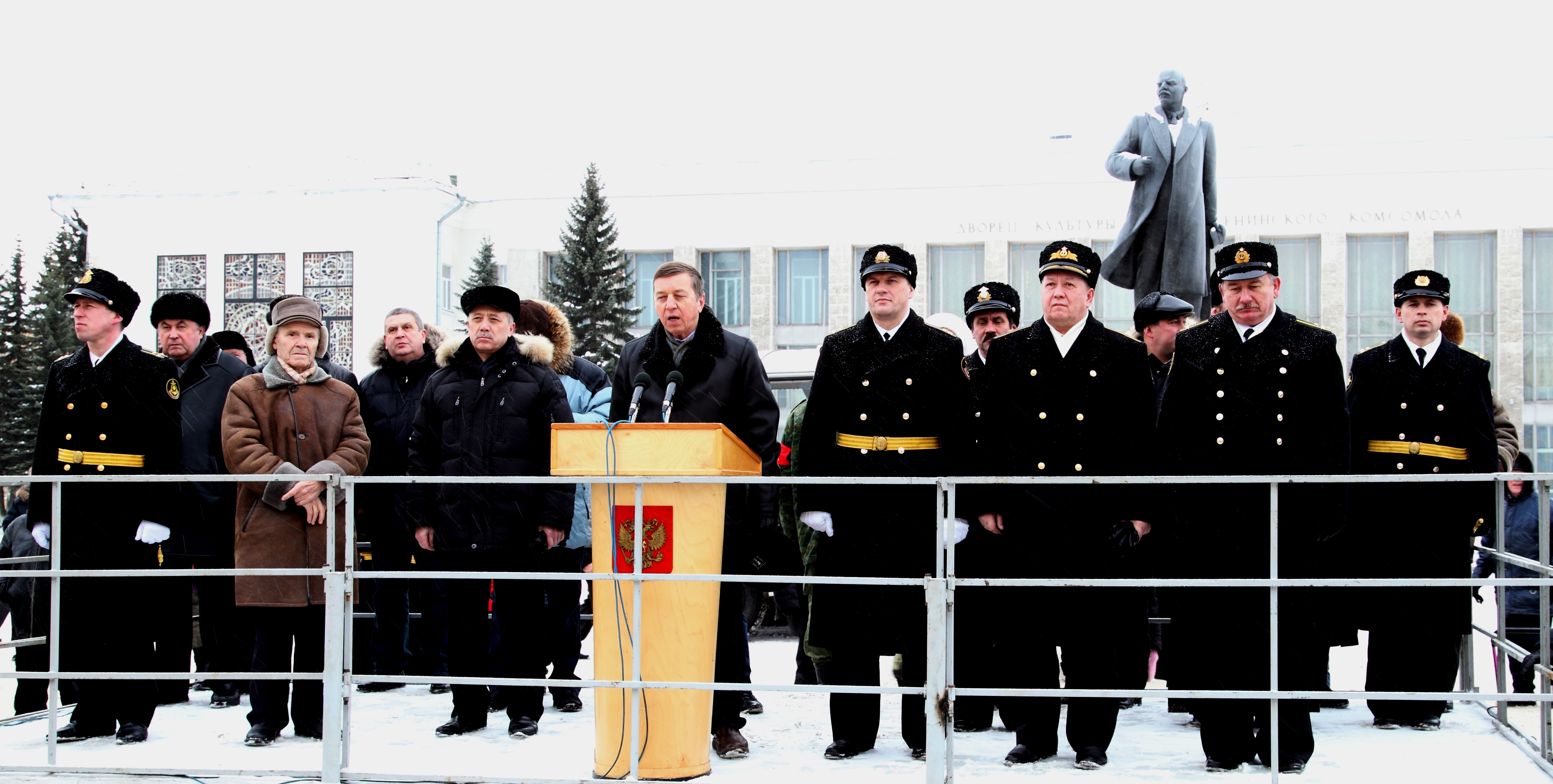
Парад в честь Дня защитника Отечества. Второй слева Н. Я. Калистратов (23 февраля 2012 года)

- 10 февраля 1996 года — юбилейная медаль «300 лет Российскому флоту»
- 1997 год — «Знак Почёта» Министерства оборонной промышленности РФ
- 13 августа 1998 года — орден «За заслуги перед Отечеством» IV степени
- 1999 год:

— лауреат премии Правительства Российской Федерации в области науки и техники
— лауреат Национальной премии имени Петра Великого
— лауреат премии имени М. В. Ломоносова Администрации Архангельской области
- 2004 год:

2 сентября — орден «За заслуги перед Отечеством» III степени
— лауреат Государственной премии Российской Федерации
- 2005 год — медаль имени С. П. Королёва
- 2006 год — медаль «За отличие в морской деятельности»
- 2009 год — знак отличия «За заслуги перед Архангельской областью»
- 19 октября 2010 года — лауреат Всероссийской премии «Предприниматель года»[7]

Ему присвоены звания:
- «Лучший менеджер России» (1999)
- 26 июня 2003 года — «Почётный гражданин Северодвинска»
- «Почётный судостроитель РФ»

В 2006 году предприятие «Звёздочка» было признано лауреатом I премии Национальной премии «Золотая идея» в номинации «За успехи в области производства экспортно-ориентированной продукции военного назначения».